# Азбестос (Квебек)
Азбестос (фр. Asbestos) је град у Канади у покрајини Квебек. Према резултатима пописа 2011. у граду је живело 7.096 становника.

## Становништво
Према резултатима пописа становништва из 2011. у граду је живело 7.096 становника, што је за 4,1% више у односу на попис из 2006. када је регистровано 6.819 житеља.
| 2006. | 2011. |
| ----- | ----- |
| 6.819 | 7.096 |